# 39 Ursae Majoris
39 Ursae Majoris är en vit jätte i stjärnbilden Stora björnen. Stjärnan har visuell magnitud +5,78 och är synlig för blotta ögat vid god seeing.